# 穂の香看護専門学校
穂の香看護専門学校（ほのかかんごせんもんがっこう）は、愛知県新城市にある学校法人穂の香学園が運営する私立専修学校である。2013年（平成25年）に閉学した愛知新城大谷大学の敷地を利用して2014年（平成26年）4月に開学した。

## 特色
全学生に電子教科書がインストールされたiPadを配布し教科書の持ち運びの負担を少なくする、旧短大キャンパスの敷地を生かし敷地内に広いグランド、中庭、テニスコートがあるなど旧短大・新設看護学校の強みを生かした学校となっている。

## 年間行事
- 4月 - 入学式
- 7月 - オープンキャンパス
- 10月 - 学園祭
- 3月 - 宣誓式　卒業式

## 構成学科
- 看護学科 （全日制3年課程）

## 取得できる資格・免許状
- 看護師国家試験受験資格
- 専門士（医療専門課程）の称号
- 保健師学校・助産師学校受験資格
- 4年制大学編入学受験資格

## 所在地
- 〒441-1306：愛知県新城市川路字萩平1-125

## 交通機関
- JR飯田線 三河東郷駅から徒歩で約13分。
- 豊鉄バス田口新城線「川路夜燈」停留所から徒歩約10分。
- 東名高速道路 豊川インターチェンジから車で約30分。
- 新東名高速道路 新城インターチェンジから車で約5分。